# Tinta roja (álbum)
Tinta roja es el noveno disco del artista argentino Andrés Calamaro como solista. Fue lanzado en 2006 y contiene diez versiones de tangos clásicos. Fue lanzado por Warner Music Argentina y DRO Atlantic S.A. y producido por Javier Limón.

## Lista de canciones
1. «Sur» (Homero Manzi-Aníbal Troilo) - 3:20
2. «El día que me quieras» (Carlos Gardel-Alfredo Le Pera) - 4:33
3. «Mano a mano» (Celedonio Flores-Carlos Gardel-José Razzano) - 3:20
4. «Como dos extraños» (José María Contursi-Pedro Laurenz) - 2:54
5. «Por una cabeza» (Alfredo Le Pera-Carlos Gardel) - 4:50
6. «Tinta roja» (Cátulo Castillo-Sebastián Piana) - 3:10
7. «Milonga del trovador» (Horacio Ferrer-Astor Piazzolla) - 4:33
8. «Melodía de arrabal» (Alfredo Le Pera-Carlos Gardel) - 3:16
9. «Como dos extraños» (versión a piano) (José María Contursi-Pedro Laurenz) - 3:05
10. «Nostalgias» (Enrique Cadícamo-Juan Carlos Cobián) - 4:00